# Sint-Bavokapel (Mendonk)

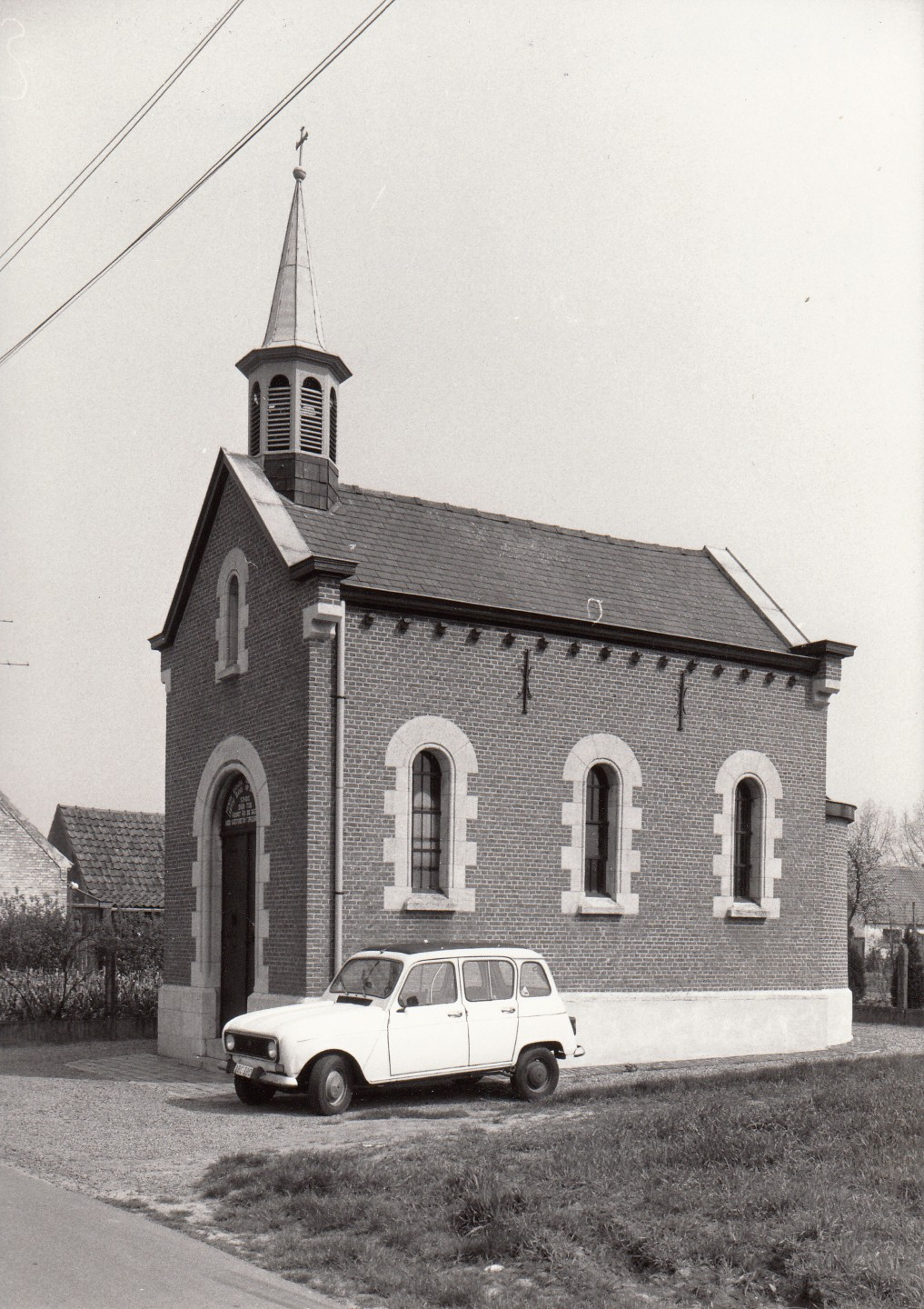
De Sint-Bavokapel in 1980

De Sint-Bavokapel is een kapel in de tot de Oost-Vlaamse gemeente Gent behorende plaats Mendonk, gelegen aan de Spanjeveerstraat.

## Geschiedenis
Er was al in 1649 sprake van een kapel op deze plaats. Naar verluidt zou hier de kluizenaarscel van Sint-Bavo hebben gestaan.
In 1689 werd de kapel herbouwd, maar in de Franse tijd (eind 18e eeuw) werd hij gesloopt. In 1868 werd een nieuwe kapel gebouwd. De kapel is nog altijd het doel van bedevaarten ter ere van Sint-Bavo, waarvan een houten beeld in de kapel wordt bewaard.
Het betreft een bakstenen gebouwtje met zandstenen sierelementen in een neoromaanse stijl. Op het dak bevindt zich een dakruiter.